# Port Mansfield
Port Mansfield és una concentració de població designada pel cens del Comtat de Willacy a l'estat de Texas dels Estats Units d'Amèrica.

## Demografia
Segons el cens dels Estats Units del 2000 Port Mansfield tenia 415 habitants, 187 habitatges, i 137 famílies. La densitat de població era de 30,8 habitants/km².
Dels 187 habitatges en un 14,4% hi vivien nens de menys de 18 anys, en un 64,7% hi vivien parelles casades, en un 5,3% dones solteres, i en un 26,7% no eren unitats familiars. En el 21,4% dels habitatges hi vivien persones soles el 9,1% de les quals corresponia a persones de 65 anys o més que vivien soles. El nombre mitjà de persones vivint en cada habitatge era de 2,22 i el nombre mitjà de persones que vivien en cada família era de 2,5.
Per edats la població es repartia de la següent manera: un 13,5% tenia menys de 18 anys, un 4,6% entre 18 i 24, un 16,9% entre 25 i 44, un 37,1% de 45 a 60 i un 28% 65 anys o més.
L'edat mediana era de 55 anys. Per cada 100 dones de 18 o més anys hi havia 107,5 homes.
La renda mediana per habitatge era de 26.500 $ i la renda mediana per família de 27.500 $. Els homes tenien una renda mediana de 18.333 $ mentre que les dones 26.667 $. La renda per capita de la població era de 15.087 $. Aproximadament el 20,5% de les famílies i el 26,8% de la població estaven per davall del llindar de pobresa.

## Poblacions properes
El següent diagrama mostra les poblacions més properes.